# Околица (Гомельская область)
Околица (бел. Ако́ліца) — посёлок в Речицком районе Гомельской области Белоруссии. В составе Комсомольского сельсовета.

## География

### Расположение
В 45 км на северо-запад от Речицы и железнодорожной станции Речица (на линии Гомель — Калинковичи), в 95 км от Гомеля.

## Транспортная система
Транспортная связь по просёлочной, а затем по автодороге Светлогорск — Речица.
В посёлке 31 жилой дом (2004 год). Планировка складывается из короткой прямолинейной, близкой к меридиональной ориентации, улицы застроенной деревянными домами.

## История
Согласно письменным источникам деревня известна с XIX века как селение в Речицком уезде Минской губернии. В 1872 году являлся хутором. Здесь и в деревне Кустовница помещик Дероновский имел 50 десятин земли.
В 1930 году жители посёлка вступили в колхоз. Во время Великой Отечественной войны на фронтах погибли 5 жителей деревни. В июне 1943 года оккупанты полностью сожгли посёлок и убили 1-го местного жителя. В 1959 году посёлок входил в состав совхоза «Комсомолец» с центром в деревне Комсомольск.

## Население

### Численность
2004 год — 31 двор, 75 жителей.

### Динамика
- 1940 год — 18 дворов, 91 житель.
- 1959 год — 73 жителя (согласно переписи).
- 2004 год — 31 двор, 75 жителей.